# アウルス・ウェルギニウス・トリコストゥス・カエリオモンタヌス
アウルス・ウェルギニウス・トリコストゥス・カエリオモンタヌス（Aulus Verginius Tricostus Caeliomontanus）はパトリキ（貴族）出身の共和政ローマ初期の政治家・軍人。紀元前494年に執政官（コンスル）を務めた。

## 出自
カエリオモンタヌスはウェルギニウス氏族の出身である。ウェルギニウス氏族の多くはトリコストゥスというコグノーメン（第三名、家族名）を持つが、カエリオモンタヌスは祖先がカエリウスの丘に住んでいたことは疑いが無い。このアグノーメン（添え名）で、一族の他の支族と区別することができる。

## 執政官
紀元前494年に執政官に就任、同僚執政官はティトゥス・ウェトゥリウス・ゲミヌス・キクリヌスであった。両執政官は聖山事件（en）につながるプレブス（平民）の不満に直面していた。両執政官はこれを元老院に訴えたが、元老院は両執政官が騒乱を鎮めるためにその権力を使用していないと非難した。ローマの騒乱を見たウォルスキ、サビニおよびアエクイはローマに対して戦争の準備を開始した。これに対するため元老院は二人に市民から兵を徴募するように命令したが、市民はこれを拒否した。ここに至って元老院は事態を認識し、この危機に対する議論を開始しマニウス・ウァレリウス・マクシムスを独裁官（ディクタトル）を選んだ。
合計で10個軍団が編成され、カエリオモンタヌスは3個軍団を率いてウォルスキと戦いこれに勝利、ウェリトゥラエを占領、ここにローマ植民都市を建設した。
独裁官マクシムスも同僚執政官キクリヌスもそれぞれ軍を率いて勝利した。しかし軍がローマに戻ると、元老院はプレブスとの妥協を拒否し、このためマクシムスは辞任した。その後再びアエクイが敵対行動を見せると、元老院は軍団に出撃を命じた。市民はこの一連の出来事に憤慨した。軍事宣誓を無効とするため、市民は執政官の暗殺までも計画した。しかしながら、宣誓はそれ自体が神聖なものとみなされるため、この犯罪行為を実施したとしても、それが免除されることはなかった。この後すぐにプレブスはローマから離反してモンテ・サクロ（聖山）に立て篭もり、その解決は翌年の執政官に引き継がれることとなる。

## 参考資料
- ティトゥス・リウィウス『ローマ建国史』